# Mill Creek (Oklahoma)
Mill Creek és un poble dels Estats Units a l'estat d'Oklahoma. Segons el cens del 2000 tenia 340 habitants.

## Demografia
Segons el cens del 2000, Mill Creek tenia 340 habitants, 125 habitatges, i 93 famílies. La densitat de població era de 345,5 habitants per km².
Dels 125 habitatges en un 36,8% hi vivien nens de menys de 18 anys, en un 58,4% hi vivien parelles casades, en un 13,6% dones solteres, i en un 25,6% no eren unitats familiars. En el 24% dels habitatges hi vivien persones soles el 12,8% de les quals corresponia a persones de 65 anys o més que vivien soles. El nombre mitjà de persones vivint en cada habitatge era de 2,72 i el nombre mitjà de persones que vivien en cada família era de 3,23.
Per edats la població es repartia de la següent manera: un 30% tenia menys de 18 anys, un 7,1% entre 18 i 24, un 28,8% entre 25 i 44, un 20,3% de 45 a 60 i un 13,8% 65 anys o més.
L'edat mediana era de 36 anys. Per cada 100 dones de 18 o més anys hi havia 84,5 homes.
La renda mediana per habitatge era de 24.479 $ i la renda mediana per família de 26.250 $. Els homes tenien una renda mediana de 29.500 $ mentre que les dones 16.250 $. La renda per capita de la població era de 10.661 $. Entorn del 23,4% de les famílies i el 28,7% de la població estaven per davall del llindar de pobresa.

## Poblacions més properes
El següent diagrama mostra les poblacions més properes.